# Axarus scopula
Axarus scopula är en tvåvingeart som först beskrevs av Henry Keith Townes, Jr. 1945.  Axarus scopula ingår i släktet Axarus och familjen fjädermyggor. Inga underarter finns listade i Catalogue of Life.